# 沖野岩三郎
沖野 岩三郎（おきの いわさぶろう、1876年1月5日 - 1956年1月31日）は、日本の小説家、牧師。
和歌山県生まれ。明治学院神学部卒。宗教活動をしながら小説を書き、牧師作家と呼ばれ、児童文学、通俗小説などにも作品を残す、異風の流行作家として知られた。

## 来歴・人物
1876年1月5日、和歌山県日髙郡美山村に生まれる。1895年、和歌山師範学校に学び、川原河小学校（和歌山県）教師となり、この頃から小説等の創作活動を始める。22歳で龍神小学校（和歌山県）校長に就任。この間宣教師ジョン・バックスター・ヘールによりキリスト教に導かれた。1904年、上京し明治学院神学部に入学。1907年、新宮日本基督教会（和歌山県）牧師となる。この頃和歌山で大石誠之助、内山愚童、新村忠雄らと親交を持ち、大逆事件に巻き込まれるも、処刑を免れる。
1917年、再び上京し作家生活に入り、当時の政治的支配層の陰謀で抹殺された仲間たちの真実の姿を記して、世に表すことこそ自らの義務と感じ、大石の一族を題材とした『煉瓦の雨』（1918年）、大逆事件をテーマにした『宿命』（1919年）を発表し、『宿命』が大阪朝日新聞の懸賞に当選、宗教文学に独自の地歩を築いた。1918年「芝三田統一基督教会」（東京都）の牧師となり、他方児童文学者としても少年少女たちから「童話ノオジサン」として親しまれ、以後宗教活動をしながら執筆生活を送る。1924年には、小説『星は乱れ飛ぶ』が伊藤大輔監督、松本泰輔・沢蘭子主演により帝国キネマで映画化された。
大空襲によって東京の自宅が焼失し、終戦後の1945年から別荘のあった長野県軽井沢町に移る。1955年、軽井沢の星野温泉に「日本基督教団浅間高原教会」を開設し、「軽井沢高原教会」初代牧師となる。晩年は糖尿病の悪化により視力を失うものの、熱心な布教活動から「軽井沢の聖者」と慕われた。
1956年1月31日、軽井沢千ヶ滝の別荘「惜秋山荘」で死去。墓所は多磨霊園。

## 著書
- 宿命 福永書店 1919
- 沖野岩三郎著作集 第1編 生を賭して 警醒社書店 1919
- 沖野岩三郎著作集 第2編 若きいのち 警醒社書店 1919
- 沖野岩三郎著作集 第3編 熊野詣り 童話集 和田書店 1919
- 渾沌 岩波書店 1919
- 沖野岩三郎著作集 第5編 煙れる麻 警醒社書店 1920
- 恋の笈摺 日本評論社出版部 1920
- 頬白の歌 童話 日本評論社出版部 1920
- 日本基督新教縦断面 一名・明治思想小史 警醒社書店 1920
- 地に物書く人 民衆文化協会出版部 1920
- 失はれし真珠 和田弘栄堂 1921
- 薄氷を踏みて 大阪屋号書店 1923
- 星は乱れ飛ぶ 大阪屋号書店 1923
- 白路を見つめて 大阪屋号書店 1923
- 生れざりせば 大阪屋号書店 1924
- 金の釣瓶 金の星社 1925 (童話読本)
- 黒船物語 児童図書館叢書 第2篇 イデア書院 1925
- 悲みの極み 大日本雄弁会 1925
- 私は生きてゐる 大阪屋号書店 1925
- 日本の児童と芸術教育 金の星社 1925
- どんぐり山 大阪屋号書店 1925
- 笛吹川 金の星社 1926 (童話読本)
- 求め得ぬ嘆き 大阪屋号書店 1926
- 宿命論者のことば 福永書店 1926
- 労働の少年 金の星社 1926 (オキノ叢書)
- かなしき仮面 大阪屋号書店 1926
- 父恋し 金の星社 1927 (少年文学名著選集)
- 孝行息子 金の星社 1927 (童話読本)
- 海を越えて 金の星社 1927 (童話読本)
- 牧童から大王になった人の話 昭陽堂書店 1927.11 (聖書物語文庫)
- 地球は曇る 大阪屋号書店 1928
- 赦し得ぬ悩み 福永書店 1928
- 世界立志物語 アルス 1928 （日本児童文庫）
- 長篇童話集 国民図書 1929 （新日本少年文学全集）
- ユートピア物語 婦人之友社 1930
- 娼妓解放哀話 中央公論社 1930 のち文庫
- 太平洋を越えて 四条書房 1932
- 欧洲物語 四条書房 1933
- 育児日記から 子供の教養社 1935
- 聖女へれん・けらあ 金星堂 1937
- 童話の創作と実演 訓導生活社 1937
- 日本神社考 日本宗教史の読み方 恒星社 1937
- 迷信の話 恒星社 1937
- 日本建国史考 古事記・日本書紀の読み方 恒星社 1938
- 宛名印記 美術と趣味の随筆集 美術と趣味社 1940
- 大人の読んだ小学国語読本 盛林堂 1940
- 歸って來たロビンソン フタバ書院 1941.9
- 虹のをぢさん 金の星社 1942
- 紀南大平記 奥川書房 1942
- 平田篤胤 金の星社 1943
- 鹿持雅澄とその時代 起山房 1943
- 八沢浦物語 金の星社 1943
- 平田篤胤とその時代 厚生閣 1943
- 書き改むべき日本歴史 第1-4巻 金の星社 1946-1949
- 聖書物語 現代評論社 1947
- キリスト教物語 蓼科書房 1948 （スクール文庫）
- いづこへ行く 弘文社 1948
- 森の祈り 金の星社 1949
- 山の子ざる 金の星社 1956
- 沖野岩三郎自伝 その前半生 沖野岩三郎先生顕彰事業実行委員会 1983.11
- 明治キリスト教児童文学史 久山社 1995.6 （日本児童文化史叢書）
- やんばうさん 主婦之友 1934年1月号～5月号 全5冊 沖野岩三郎/文 宮地志行/絵